# بريموج غليها
بريموز غراها (Primož Gliha) (8 أكتوبر 1967 في ليوبليانا في سلوفينيا – )؛ هو لاعب كرة قدم سابق كان يلعب كمهاجم. يلعب مع منتخب سلوفينيا لكرة القدم منذ عام 1992.

## الحياة الشخصية
خلال عامي 1987 و1988، كان غليها جندياً في الخدمة العسكرية في قاعدة سلاتينا الجوية في كوسوفو ضمن الجيش الشعبي اليوغوسلافي. ابنه إريك جليها هو أيضًا لاعب كرة قدم محترف.

## وصلات خارجية
- بريموج غليها على موقع الاتحاد الدولي (مؤرشف)  (الإنجليزية)
- بريموج غليها على موقع الاتحاد الأوربي (الإنجليزية)
- بريموج غليها على موقع قاعدة بيانات كرة القدم.إي يو (الإنجليزية)
- بريموج غليها على موقع ناشيونال فوتبول تيمز (الإنجليزية)
- بريموج غليها على موقع Soccerway.com (الإنجليزية)
- بريموج غليها على موقع عالم كرة القدم.نت (الإنجليزية)
- National Football Teams

Error: Invalid line "[[لوقا إلسنر|Elsner]] [[:en:Luka Elsner|<sup class=reference title="Luka Elsner">[الإنجليزية]</sup>]][[تصنيف:صفحات بها وصلات إنترويكي]]" at قالب:مدربو نادي أولمبيا ليوبليانا (2005)